# Coppa d'Asia 2019
La Coppa d'Asia 2019, nota anche come  Emirati Arabi Uniti 2019, è stata la 17ª edizione di questo torneo di calcio continentale per squadre nazionali maggiori maschili organizzato dall'AFC, la cui fase finale si è svolta negli Emirati Arabi Uniti dal 5 gennaio al 1º febbraio 2019.
È stata la prima edizione della Coppa d'Asia a 24 squadre ed è stata disputata secondo la medesima formula dei campionati mondiali di calcio dal 1986 al 1994 e del campionato europeo di calcio 2016. Per la prima volta nella storia della competizione non si è tenuta la finale per il terzo posto. A vincere il trofeo è stato il Qatar, che, battendo in finale il Giappone per 3-1, si è aggiudicato per la prima volta il titolo di campione d'Asia.

## Qualificazioni
Nel 2014, l'AFC ha ratificato la proposta di unificare i turni preliminari delle qualificazioni al campionato mondiale di calcio con quelle della Coppa d'Asia. La nuova struttura delle qualificazioni è stata organizzata in tre fasi, due delle quali erano valide anche per il campionato mondiale di calcio 2018.
Nella prima fase, le squadre con il ranking più basso hanno giocato due turni, giocati in casa e in trasferta, riducendo il numero dei partecipanti a quaranta. Nella seconda fase, le quaranta squadre sono state divise in otto gironi all'italiana, composti da cinque squadre ciascuno. Le vincitrici e le quattro migliori seconde classificate si sono qualificate direttamente per la fase finale della Coppa d'Asia 2019. Le squadre eliminate nella seconda fase hanno partecipato alla terza fase, dove sono state smistate in sei gironi all'italiana da quattro squadre ciascuno. Si sono qualificate alla fase finale le vincitrici e le seconde classificate del terzo turno di qualificazione. Le qualificazioni si sono disputate dal 12 marzo 2015 al 27 marzo 2018.

## Squadre partecipanti
| Squadra             | Data di qualificazione certa | Partecipante in quanto                                         | Partecipazioni precedenti al torneo                                               | Ultima presenza                           |
| ------------------- | ---------------------------- | -------------------------------------------------------------- | --------------------------------------------------------------------------------- | ----------------------------------------- |
| Emirati Arabi Uniti | 9 marzo 2015                 | Rappresentativa della nazione organizzatrice della fase finale | 9 (1980, 1984, 1988, 1992, 1996, 2004, 2007, 2011, 2015)                          | Australia 2015                            |
| Qatar               | 17 novembre 2015             | Vincitore del Gruppo C del secondo turno di qualificazione     | 9 (1980, 1984, 1988, 1992, 2000, 2004, 2007, 2011, 2015)                          | Australia 2015                            |
| Corea del Sud       | 13 gennaio 2016              | Vincitore del Gruppo G del secondo turno di qualificazione     | 13 (1956, 1960, 1964, 1972, 1980, 1984, 1988, 1996, 2000, 2004, 2007, 2011, 2015) | Australia 2015                            |
| Arabia Saudita      | 24 marzo 2016                | Vincitore del Gruppo A del secondo turno di qualificazione     | 9 (1984, 1988, 1992, 1996, 2000, 2004, 2007, 2011, 2015)                          | Australia 2015                            |
| Giappone            | 24 marzo 2016                | Vincitore del Gruppo E del secondo turno di qualificazione     | 8 (1988, 1992, 1996, 2000, 2004, 2007, 2011, 2015)                                | Australia 2015                            |
| Thailandia          | 24 marzo 2016                | Vincitore del Gruppo F del secondo turno di qualificazione     | 6 (1972, 1992, 1996, 2000, 2004, 2007)                                            | Indonesia-Malesia-Thailandia-Vietnam 2007 |
| Australia           | 29 marzo 2016                | Vincitore del Gruppo B del secondo turno di qualificazione     | 3 (2007, 2011, 2015)                                                              | Australia 2015                            |
| Cina                | 29 marzo 2016                | Secondo nel Gruppo C del secondo turno di qualificazione       | 11 (1976, 1980, 1984, 1988, 1992, 1996, 2000, 2004, 2007, 2011, 2015)             | Australia 2015                            |
| Iran                | 29 marzo 2016                | Vincitore del Gruppo D del secondo turno di qualificazione     | 13 (1968, 1972, 1976, 1980, 1984, 1988, 1992, 1996, 2000, 2004, 2007, 2011, 2015) | Australia 2015                            |
| Siria               | 29 marzo 2016                | Secondo nel Gruppo E del secondo turno di qualificazione       | 5 (1980, 1984, 1988, 1996, 2011)                                                  | Qatar 2011                                |
| Iraq                | 29 marzo 2016                | Secondo nel Gruppo F del secondo turno di qualificazione       | 8 (1972, 1976, 1996, 2000, 2004, 2007, 2011, 2015)                                | Australia 2015                            |
| Uzbekistan          | 29 marzo 2016                | Vincitore del Gruppo H del secondo turno di qualificazione     | 6 (1996, 2000, 2004, 2007, 2011, 2015)                                            | Australia 2015                            |
| Oman                | 10 ottobre 2017              | Vincitore nel Gruppo D del terzo turno di qualificazione       | 3 (2004, 2007, 2015)                                                              | Australia 2015                            |
| Palestina           | 10 ottobre 2017              | Secondo nel Gruppo D del terzo turno di qualificazione         | 1 (2015)                                                                          | Australia 2015                            |
| India               | 11 ottobre 2017              | Vincitore del Gruppo A del terzo turno di qualificazione       | 3 (1964, 1984, 2011)                                                              | Qatar 2011                                |
| Libano              | 10 novembre 2017             | Vincitore del Gruppo B del terzo turno di qualificazione       | 1 (2000)                                                                          | Libano 2000                               |
| Giordania           | 14 novembre 2017             | Vincitore del Gruppo C del terzo turno di qualificazione       | 3 (2004, 2011, 2015)                                                              | Australia 2015                            |
| Vietnam             | 14 novembre 2017             | Secondo nel Gruppo C del terzo turno di qualificazione         | 3 (1956, 1960, 2007)                                                              | Indonesia-Malesia-Thailandia-Vietnam 2007 |
| Bahrein             | 14 novembre 2017             | Vincitore del Gruppo E del terzo turno di qualificazione       | 6 (1988, 2000, 2004, 2007, 2011, 2015)                                            | Australia 2015                            |
| Turkmenistan        | 14 novembre 2017             | Secondo nel Gruppo E del terzo turno di qualificazione         | 1 (2004)                                                                          | Cina 2004                                 |
| Kirghizistan        | 22 marzo 2018                | Secondo nel Gruppo A del terzo turno di qualificazione         | −                                                                                 | Esordiente                                |
| Corea del Nord      | 27 marzo 2018                | Secondo nel Gruppo B del terzo turno di qualificazione         | 4 (1980, 1992, 2011, 2015)                                                        | Australia 2015                            |
| Filippine           | 27 marzo 2018                | Vincitore del Gruppo F del terzo turno di qualificazione       | −                                                                                 | Esordiente                                |
| Yemen               | 27 marzo 2018                | Secondo nel Gruppo F del terzo turno di qualificazione         | −                                                                                 | Esordiente                                |

Nota bene: nella sezione "partecipazioni precedenti al torneo", le date in grassetto indicano che la nazione ha vinto quella edizione del torneo, mentre le date in corsivo indicano la nazione ospitante.

## Sorteggio dei gruppi
Il sorteggio del torneo è stato effettuato il 4 maggio 2018, alle 19.30 UTC+4, all'Armani Hotel del Burj Khalifa di Dubai. La base del sorteggio è stata il ranking FIFA aggiornato all'aprile 2018. Le dodici squadre qualificatesi al secondo turno sono state sistemate nelle prime due urne, mentre le altre dodici nelle rimanenti due. Gli Emirati Arabi Uniti, in qualità di paese ospitante, sono stati automaticamente sorteggiati nel gruppo A.
| Urna 1              | Urna 2     | Urna 3       | Urna 4         |
| ------------------- | ---------- | ------------ | -------------- |
| Emirati Arabi Uniti | Cina       | Libano       | Bahrein        |
| Iran                | Siria      | Palestina    | Giordania      |
| Australia           | Iraq       | Oman         | Turkmenistan   |
| Giappone            | Qatar      | India        | Yemen          |
| Corea del Sud       | Uzbekistan | Vietnam      | Corea del Nord |
| Arabia Saudita      | Thailandia | Kirghizistan | Filippine      |

| Gruppo A            | Gruppo B       | Gruppo C      |
| ------------------- | -------------- | ------------- |
| Emirati Arabi Uniti | Australia      | Corea del Sud |
| Thailandia          | Siria          | Cina          |
| India               | Palestina      | Kirghizistan  |
| Bahrein             | Giordania      | Filippine     |
| Gruppo D            | Gruppo E       | Gruppo F      |
| Iran                | Arabia Saudita | Giappone      |
| Iraq                | Qatar          | Uzbekistan    |
| Vietnam             | Libano         | Oman          |
| Yemen               | Corea del Nord | Turkmenistan  |

## Arbitri
Il 5 dicembre 2018 l'AFC ha annunciato l'elenco dei 30 arbitri, 30 assistenti arbitri, due arbitri in stand-by e due riserve, tra cui un arbitro e due assistenti provenienti dalla CONCACAF per il torneo. Il Video Assistant Referee (VAR) sarà utilizzato dai quarti di finale in avanti.
| Nazione             | Arbitri                                                | Assistenti             | Assistenti            |
| ------------------- | ------------------------------------------------------ | ---------------------- | --------------------- |
| Arabia Saudita      | Turki Al-Khudhayr                                      | Mohammed Al-Abakry     |                       |
| Australia           | Chris Beath Peter Green                                | Matthew Cream          | Anton Shchetinin      |
| Bahrein             | Nawaf Shukralla                                        | Mohamed Salman         | Yaser Tulefat         |
| Cina                | Fu Ming Ma Ning                                        | Cao Yi                 | Huo Weiming           |
| Corea del Sud       | Kim Dong-jin Ko Hyung-jin                              | Kim Young-ha           | Yoon Kwang-yeol       |
| Emirati Arabi Uniti | Ammar Al-Jeneibi Mohammed Abdulla Hassan               | Mohamed Al-Hammadi     | Hasan Al-Mahri        |
| Hong Kong           | Liu Kwok Man                                           |                        |                       |
| Iran                | Alireza Faghani                                        | Mohammadreza Mansouri  | Reza Sokhandan        |
| Iraq                | Ali Sabah Mohanad Qasim Eesee Sarray                   | Sergei Grishchenko     |                       |
| Giappone            | Jumpei Iida Hiroyuki Kimura Ryuji Sato                 | Jun Mihara             | Hiroshi Yamauchi      |
| Giordania           | Ahmed Al-Ali Adham Makhadmeh                           | Mohammad Al-Kalaf      | Ahmad Al-Roalle       |
| Malaysia            | Mohd Amirul Izwan Yaacob                               | Mohd Yusri Muhamad     | Mohamad Zainal Abidin |
| Messico             | César Ramos Palazuelos                                 | Miguel Hernández       | Alberto Morín         |
| Oman                | Ahmed Al-Kaf                                           | Abu Bakar Al-Amri      | Rashid Al-Ghaithi     |
| Qatar               | Abdulrahman Al-Jassim Khamis Al-Kuwari Khamis Al-Marri | Saud Al-Maqaleh        | Taleb Al-Marri        |
| Singapore           | Muhammad Taqi                                          | Ronnie Koh Min Kiat    |                       |
| Sri Lanka           | Hettikamkanamge Perera                                 | Palitha Hemathunga     |                       |
| Uzbekistan          | Ravshan Irmatov Valentin Kovalenko Ilgiz Tantashev     | Abdukhamidullo Rasulov | Jakhongir Saidov      |

| Nazione   | Arbitri di riserva  |
| --------- | ------------------- |
| Siria     | Hanna Hattab        |
| Sri Lanka | Nivon Robesh Gamini |

| Nazione   | Riserve assistenti      |
| --------- | ----------------------- |
| Iraq      | Ali Ubaydee             |
| Sri Lanka | Priyanga Palliya Guruge |

## Stadi
| Abu Dhabi                      | Abu Dhabi                             | Abu Dhabi                    | Sharjah                    |
| ------------------------------ | ------------------------------------- | ---------------------------- | -------------------------- |
| Zayed Sports City Stadium      | Stadio Mohammed bin Zayed             | Stadio Al-Nahyan             | Sharjah Stadium            |
| Capienza: 43,206 (espanso)     | Capienza: 37,500                      | Capienza: 12,201 (espanso)   | Capienza: 12,000           |
|                                |                                       |                              |                            |
| Abu Dhabi Sharjah Dubai Al Ain |                                       |                              |                            |
| Al Ain                         | Al Ain                                | Dubai                        | Dubai                      |
| Stadio Hazza bin Zayed         | Stadio Internazionale Sceicco Khalifa | Al Maktoum Stadium           | Rashid Stadium             |
| Capienza: 25,053               | Capienza: 12,000                      | Capienza: 15,058 (renovated) | Capienza: 12,000 (espanso) |
|                                |                                       |                              |                            |

## Fase a gironi

### Gruppo A

#### Classifica
| Pos. | Squadra             | Pt | G | V | N | P | GF | GS | DR |
| ---- | ------------------- | -- | - | - | - | - | -- | -- | -- |
| 1.   | Emirati Arabi Uniti | 5  | 3 | 1 | 2 | 0 | 4  | 2  | +2 |
| 2.   | Thailandia          | 4  | 3 | 1 | 1 | 1 | 3  | 5  | −2 |
| 3.   | Bahrein             | 4  | 3 | 1 | 1 | 1 | 2  | 2  | 0  |
| 4.   | India               | 3  | 3 | 1 | 0 | 2 | 4  | 4  | 0  |

#### Risultati
| Arbitro: | Makhdameh |

|                   |           |                |
| Khalil 88’ (rig.) | Marcatori | 78’ Al Romaihi |

| Arbitro: | Liu Kwok Man |

|            |           |                                            |
| Dangda 33’ | Marcatori | 27’ (rig.), 46’ Chhetri 69’ Thapa 80’ Jeje |

| Arbitro: | Beath |

|  |           |                |
|  | Marcatori | 58’ Songkrasin |

| Arbitro: | Ramos |

|  |           |                          |
|  | Marcatori | 41’ Mubarak 88’ Mabkhout |

| Arbitro: | Sato |

|             |           |               |
| Mabkhout 7’ | Marcatori | 41’ Puangchan |

| Arbitro: | Tantashev |

|  |           |                     |
|  | Marcatori | 90+1’ (rig.) Rashid |

### Gruppo B

#### Classifica
| Pos. | Squadra   | Pt | G | V | N | P | GF | GS | DR |
| ---- | --------- | -- | - | - | - | - | -- | -- | -- |
| 1.   | Giordania | 7  | 3 | 2 | 1 | 0 | 3  | 0  | +3 |
| 2.   | Australia | 6  | 3 | 2 | 0 | 1 | 6  | 3  | +3 |
| 3.   | Palestina | 2  | 3 | 0 | 2 | 1 | 0  | 3  | −3 |
| 4.   | Siria     | 1  | 3 | 0 | 1 | 2 | 2  | 5  | −3 |

#### Risultati
| Arbitro: | Al-Kaf |

|  |           |                 |
|  | Marcatori | 26’ Bani Yaseen |

| Sharjah 6 gennaio 2019, ore 20:00 UTC+4 Incontro 4 | Siria   | 0 – 0 referto | Palestina | Sharjah Stadium (8 471 spett.)\| Arbitro: \| Irmatov \| |
| Arbitro:                                           | Irmatov |               |           |                                                         |

| Arbitro: | Kim |

|                            |           |  |
| Al-Taamari 26’ Khattab 43’ | Marcatori |  |

| Arbitro: | Kovalenko |

|  |           |                                    |
|  | Marcatori | 18’ Maclaren 20’ Mabil 90’ Giannou |

| Arbitro: | Ramos |

|                                      |           |                                |
| Mabil 41’ Ikonomidis 54’ Rogić 90+3’ | Marcatori | 43’ Kharbin 80’ (rig.) Al Soma |

| Abu Dhabi 15 gennaio 2019, ore 17:30 UTC+4 Incontro 28 | Palestina | 0 – 0 referto | Giordania | Stadio Mohammed Bin Zayed (20 843 spett.)\| Arbitro: \| Qassim \| |
| Arbitro:                                               | Qassim    |               |           |                                                                   |

### Gruppo C

#### Classifica
| Pos. | Squadra       | Pt | G | V | N | P | GF | GS | DR |
| ---- | ------------- | -- | - | - | - | - | -- | -- | -- |
| 1.   | Corea del Sud | 9  | 3 | 3 | 0 | 0 | 4  | 0  | +4 |
| 2.   | Cina          | 6  | 3 | 2 | 0 | 1 | 5  | 3  | +2 |
| 3.   | Kirghizistan  | 3  | 3 | 1 | 0 | 2 | 4  | 4  | 0  |
| 4.   | Filippine     | 0  | 3 | 0 | 0 | 3 | 1  | 7  | −6 |

#### Risultati
| Arbitro: | Abdulla Hassan |

|                                 |           |              |
| Matiash 50’ (aut.) Yu Dabao 78’ | Marcatori | 42’ Israilov |

| Arbitro: | Shukralla |

|                 |           |  |
| Hwang Ui-Jo 67’ | Marcatori |  |

| Arbitro: | Kimura |

|  |           |                              |
|  | Marcatori | 40’, 66’ Wu Lei 80’ Yu Dabao |

| Arbitro: | Al-Marri |

|  |           |                 |
|  | Marcatori | 41’ Kim Min-Jae |

| Arbitro: | Al-Jassim |

|                                        |           |  |
| Hwang Ui-Jo 14’ (rig.) Kim Min-Jae 51’ | Marcatori |  |

| Arbitro: | Al-Khudhayr |

|                     |           |             |
| Ljuks 24’, 51’, 77’ | Marcatori | 80’ Schröck |

### Gruppo D

#### Classifica
| Pos. | Squadra | Pt | G | V | N | P | GF | GS | DR  |
| ---- | ------- | -- | - | - | - | - | -- | -- | --- |
| 1.   | Iran    | 7  | 3 | 2 | 1 | 0 | 7  | 0  | +7  |
| 2.   | Iraq    | 7  | 3 | 2 | 1 | 0 | 6  | 2  | +4  |
| 3.   | Vietnam | 3  | 3 | 1 | 0 | 2 | 4  | 5  | −1  |
| 4.   | Yemen   | 0  | 3 | 0 | 0 | 3 | 0  | 10 | −10 |

#### Risultati
| Arbitro: | Sato |

|                                                    |           |  |
| Taremi 12’, 25’ Dejagah 23’ Azmoun 53’ Ghoddos 78’ | Marcatori |  |

| Arbitro: | Al-Jassim |

|                                |           |                                         |
| M. Ali 35’ Tariq 60’ Adnan 90’ | Marcatori | 24’ (aut.) Fayez 42’ Nguyễn Công Phượng |

| Arbitro: | Taqi |

|  |           |                 |
|  | Marcatori | 38’, 69’ Azmoun |

| Arbitro: | Fu |

|  |           |                                  |
|  | Marcatori | 11’ M. Ali 19’ Resan 90+1’ Abbas |

| Arbitro: | Al-Kaf |

|                                              |           |  |
| Nguyễn Quang Hải 38’ Quế Ngọc Hải 65’ (rig.) | Marcatori |  |

| Dubai 16 gennaio 2019, ore 20:00 UTC+4 Incontro 32 | Iran    | 0 – 0 referto | Iraq | Al Maktoum Stadium (15 038 spett.)\| Arbitro: \| Irmatov \| |
| Arbitro:                                           | Irmatov |               |      |                                                             |

### Gruppo E

#### Classifica
| Pos. | Squadra        | Pt | G | V | N | P | GF | GS | DR  |
| ---- | -------------- | -- | - | - | - | - | -- | -- | --- |
| 1.   | Qatar          | 9  | 3 | 3 | 0 | 0 | 10 | 0  | +10 |
| 2.   | Arabia Saudita | 6  | 3 | 2 | 0 | 1 | 6  | 2  | +4  |
| 3.   | Libano         | 3  | 3 | 1 | 0 | 2 | 4  | 5  | −1  |
| 4.   | Corea del Nord | 0  | 3 | 0 | 0 | 3 | 1  | 14 | −13 |

#### Risultati
| Arbitro: | Green |

|                                                         |           |  |
| Bahebri 28’ Al-Fatil 37’ Al-Dossari 70’ Al-Muwallad 87’ | Marcatori |  |

| Arbitro: | Ma |

|                     |           |  |
| Al-Rawi 65’ Ali 79’ | Marcatori |  |

| Arbitro: | Sabah |

|  |           |                                |
|  | Marcatori | 12’ Al-Muwallad 67’ Al-Mogahwi |

| Arbitro: | Perera |

|  |           |                                               |
|  | Marcatori | 9’, 11’, 55’, 60’ Ali 43’ Akhoukhi 68’ Hassan |

| Arbitro: | Kim Dong-jin |

|  |           |                |
|  | Marcatori | 45+1’, 80’ Ali |

| Arbitro: | Beath |

|                                                   |           |                    |
| Michel 27’ El-Helwe 65’, 90+8’ Maatouk 80’ (rig.) | Marcatori | 9’ Pak Kwang-Ryong |

### Gruppo F

#### Classifica
| Pos. | Squadra      | Pt | G | V | N | P | GF | GS | DR |
| ---- | ------------ | -- | - | - | - | - | -- | -- | -- |
| 1.   | Giappone     | 9  | 3 | 3 | 0 | 0 | 6  | 3  | +3 |
| 2.   | Uzbekistan   | 6  | 3 | 2 | 0 | 1 | 7  | 3  | +4 |
| 3.   | Oman         | 3  | 3 | 1 | 0 | 2 | 4  | 4  | 0  |
| 4.   | Turkmenistan | 0  | 3 | 0 | 0 | 3 | 3  | 10 | −7 |

#### Risultati
| Arbitro: | Faghani |

|                         |           |                              |
| Ōsako 56’, 60’ Dōan 71’ | Marcatori | 26’ Amanow 79’ (rig.) Ataýew |

| Arbitro: | Ko Hyung-jin |

|                            |           |                 |
| Ahmedov 34’ Shomurodov 85’ | Marcatori | 72’ Al-Ghassani |

| Arbitro: | Yaacob |

|  |           |                      |
|  | Marcatori | 28’ (rig.) Haraguchi |

| Arbitro: | Al-Jeneibi |

|  |           |                                                |
|  | Marcatori | 17’ Sidikov 24’, 42’ Shomurodov 40’ Masharipov |

| Arbitro: | Shukralla |

|                                                   |           |                  |
| Al-Mahaijri 20’ Al-Ghassani 84’ Al-Musalami 90+3’ | Marcatori | 41’ Annadurdyýew |

| Arbitro: | Abdulla Hassan |

|                       |           |                |
| Mutō 43’ Shiotani 58’ | Marcatori | 40’ Shomurodov |

### Raffronto tra le squadre terze classificate
Tra le terze classificate di ogni girone, si applicano i seguenti criteri per stabilire il passaggio del turno delle migliori quattro squadre:
- maggior numero di punti ottenuti nella fase a gironi;
- più alta differenza reti complessiva;
- maggior numero di reti segnate nel girone;
- migliore condotta fair play, calcolata partendo da 10 punti per squadra, che vengono decurtati in questo modo:
  1. ogni ammonizione: un punto;
  2. ogni doppia ammonizione o espulsione: tre punti;
  3. ogni espulsione diretta dopo un'ammonizione: quattro punti;
- più alta posizione nel ranking AFC aggiornato all'ultima data utile prima dell'inizio del torneo;

#### Classifica
| Pos. | Squadra      | Pt | G | V | N | P | GF | GS | DR | Girone |
| ---- | ------------ | -- | - | - | - | - | -- | -- | -- | ------ |
| 1.   | Bahrein      | 4  | 3 | 1 | 1 | 1 | 2  | 2  | 0  | A      |
| 2.   | Kirghizistan | 3  | 3 | 1 | 0 | 2 | 4  | 4  | 0  | C      |
| 3.   | Oman         | 3  | 3 | 1 | 0 | 2 | 4  | 4  | 0  | F      |
| 4.   | Vietnam      | 3  | 3 | 1 | 0 | 2 | 4  | 5  | −1 | D      |
| 5.   | Libano       | 3  | 3 | 1 | 0 | 2 | 4  | 5  | −1 | E      |
| 6.   | Palestina    | 2  | 3 | 0 | 2 | 1 | 0  | 3  | −3 | B      |

## Fase ad eliminazione diretta

### Regolamento
Si qualificano a questa fase tutte le vincitrici, le seconde classificate e le quattro migliori terze classificate della fase a gironi. Quest'ultime vengono determinate secondo i criteri elencati nel paragrafo precedente.
I gruppi da cui proverranno le quattro migliori terze classificate determineranno gli scontri degli ottavi. Di seguito tutte le possibili combinazioni:
| Gruppi delle migliori terze | Vincente gruppo A | Vincente gruppo B | Vincente gruppo C | Vincente gruppo D |
| --------------------------- | ----------------- | ----------------- | ----------------- | ----------------- |
| A B C D                     | 3C                | 3D                | 3A                | 3B                |
| A B C E                     | 3C                | 3A                | 3B                | 3E                |
| A B C F                     | 3C                | 3A                | 3B                | 3F                |
| A B D E                     | 3D                | 3A                | 3B                | 3E                |
| A B D F                     | 3D                | 3A                | 3B                | 3F                |
| A B E F                     | 3E                | 3A                | 3B                | 3F                |
| A C D E                     | 3C                | 3D                | 3A                | 3E                |
| A C D F                     | 3C                | 3D                | 3A                | 3F                |
| A C E F                     | 3C                | 3A                | 3F                | 3E                |
| A D E F                     | 3D                | 3A                | 3F                | 3E                |
| B C D E                     | 3C                | 3D                | 3B                | 3E                |
| B C D F                     | 3C                | 3D                | 3B                | 3F                |
| B C E F                     | 3E                | 3C                | 3B                | 3F                |
| B D E F                     | 3E                | 3D                | 3B                | 3F                |
| C D E F                     | 3C                | 3D                | 3F                | 3E                |

     Combinazione verificatasi.

### Sintesi dei gironi
| Girone | Vincitrice          | Seconda        | Terza        | Quarta         |
| ------ | ------------------- | -------------- | ------------ | -------------- |
| A      | Emirati Arabi Uniti | Thailandia     | Bahrein      | India          |
| B      | Giordania           | Australia      | Palestina    | Siria          |
| C      | Corea del Sud       | Cina           | Kirghizistan | Filippine      |
| D      | Iran                | Iraq           | Vietnam      | Yemen          |
| E      | Qatar               | Arabia Saudita | Libano       | Corea del Nord |
| F      | Giappone            | Uzbekistan     | Oman         | Turkmenistan   |

     Qualificata agli ottavi di finale.
     Non qualificata agli ottavi di finale.

### Fase a eliminazione diretta

#### Tabellone
|  | Ottavi di finale              | Ottavi di finale              | Ottavi di finale    |                     |                     | Quarti di finale    | Quarti di finale | Quarti di finale |  |  | Semifinali | Semifinali | Semifinali |  |  | Finale | Finale | Finale |  |
|  |                               |                               |                     |                     |                     |                     |                  |                  |  |  |            |            |            |  |  |        |        |        |  |
|  | 2A. Thailandia                | 2A. Thailandia                | 1                   |                     |                     |                     |                  |                  |  |  |            |            |            |  |  |        |        |        |  |
|  | 2A. Thailandia                | 2A. Thailandia                | 1                   |                     |                     |                     |                  |                  |  |  |            |            |            |  |  |        |        |        |  |
|  | 2C. Cina                      | 2C. Cina                      | 2                   |                     |                     |                     |                  |                  |  |  |            |            |            |  |  |        |        |        |  |
|  | 2C. Cina                      | 2C. Cina                      | 2                   |                     | Cina                | Cina                | 0                |                  |  |  |            |            |            |  |  |        |        |        |  |
|  |                               |                               |                     |                     | Cina                | Cina                | 0                |                  |  |  |            |            |            |  |  |        |        |        |  |
|  |                               |                               | Iran                | Iran                | 3                   |                     |                  |                  |  |  |            |            |            |  |  |        |        |        |  |
|  | 1D. Iran                      | 1D. Iran                      | Iran                | Iran                | 3                   | 2                   |                  |                  |  |  |            |            |            |  |  |        |        |        |  |
|  | 1D. Iran                      | 1D. Iran                      |                     |                     |                     |                     |                  |                  |  |  |            |            |            |  |  |        |        |        |  |
|  | 3F. Oman                      | 3F. Oman                      | 0                   |                     |                     |                     |                  |                  |  |  |            |            |            |  |  |        |        |        |  |
|  | 3F. Oman                      | 3F. Oman                      | 0                   |                     | Iran                | Iran                | 0                |                  |  |  |            |            |            |  |  |        |        |        |  |
|  |                               |                               |                     |                     |                     |                     |                  |                  |  |  |            |            |            |  |  |        |        |        |  |
|  |                               |                               | Giappone            | Giappone            | 3                   |                     |                  |                  |  |  |            |            |            |  |  |        |        |        |  |
|  | 1B. Giordania                 | 1B. Giordania                 | Giappone            | Giappone            | 3                   | 1 (2)               |                  |                  |  |  |            |            |            |  |  |        |        |        |  |
|  | 1B. Giordania                 | 1B. Giordania                 |                     |                     |                     |                     |                  |                  |  |  |            |            |            |  |  |        |        |        |  |
|  | 3D. Vietnam (dcr)             | 3D. Vietnam (dcr)             | 1 (4)               |                     |                     |                     |                  |                  |  |  |            |            |            |  |  |        |        |        |  |
|  | 3D. Vietnam (dcr)             | 3D. Vietnam (dcr)             | 1 (4)               |                     | Vietnam             | Vietnam             | 0                |                  |  |  |            |            |            |  |  |        |        |        |  |
|  |                               |                               |                     |                     | Vietnam             | Vietnam             | 0                |                  |  |  |            |            |            |  |  |        |        |        |  |
|  |                               |                               | Giappone            | Giappone            | 1                   |                     |                  |                  |  |  |            |            |            |  |  |        |        |        |  |
|  | 1F. Giappone                  | 1F. Giappone                  | Giappone            | Giappone            | 1                   | 1                   |                  |                  |  |  |            |            |            |  |  |        |        |        |  |
|  | 1F. Giappone                  | 1F. Giappone                  |                     |                     |                     |                     |                  |                  |  |  |            |            |            |  |  |        |        |        |  |
|  | 2E. Arabia Saudita            | 2E. Arabia Saudita            | 0                   |                     |                     |                     |                  |                  |  |  |            |            |            |  |  |        |        |        |  |
|  | 2E. Arabia Saudita            | 2E. Arabia Saudita            | 0                   |                     | Giappone            | Giappone            | 1                |                  |  |  |            |            |            |  |  |        |        |        |  |
|  |                               |                               |                     |                     |                     |                     |                  |                  |  |  |            |            |            |  |  |        |        |        |  |
|  |                               |                               | Qatar               | Qatar               | 3                   |                     |                  |                  |  |  |            |            |            |  |  |        |        |        |  |
|  | 1C. Corea del Sud (dts)       | 1C. Corea del Sud (dts)       | Qatar               | Qatar               | 3                   | 2                   |                  |                  |  |  |            |            |            |  |  |        |        |        |  |
|  | 1C. Corea del Sud (dts)       | 1C. Corea del Sud (dts)       |                     |                     |                     |                     |                  |                  |  |  |            |            |            |  |  |        |        |        |  |
|  | 3A. Bahrein                   | 3A. Bahrein                   | 1                   |                     |                     |                     |                  |                  |  |  |            |            |            |  |  |        |        |        |  |
|  | 3A. Bahrein                   | 3A. Bahrein                   | 1                   |                     | Corea del Sud       | Corea del Sud       | 0                |                  |  |  |            |            |            |  |  |        |        |        |  |
|  |                               |                               |                     |                     | Corea del Sud       | Corea del Sud       | 0                |                  |  |  |            |            |            |  |  |        |        |        |  |
|  |                               |                               | Qatar               | Qatar               | 1                   |                     |                  |                  |  |  |            |            |            |  |  |        |        |        |  |
|  | 1E. Qatar                     | 1E. Qatar                     | Qatar               | Qatar               | 1                   | 1                   |                  |                  |  |  |            |            |            |  |  |        |        |        |  |
|  | 1E. Qatar                     | 1E. Qatar                     |                     |                     |                     |                     |                  |                  |  |  |            |            |            |  |  |        |        |        |  |
|  | 2D. Iraq                      | 2D. Iraq                      | 0                   |                     |                     |                     |                  |                  |  |  |            |            |            |  |  |        |        |        |  |
|  | 2D. Iraq                      | 2D. Iraq                      | 0                   |                     | Qatar               | Qatar               | 4                |                  |  |  |            |            |            |  |  |        |        |        |  |
|  |                               |                               |                     |                     |                     |                     |                  |                  |  |  |            |            |            |  |  |        |        |        |  |
|  |                               |                               | Emirati Arabi Uniti | Emirati Arabi Uniti | 0                   |                     |                  |                  |  |  |            |            |            |  |  |        |        |        |  |
|  | 1A. Emirati Arabi Uniti (dts) | 1A. Emirati Arabi Uniti (dts) | Emirati Arabi Uniti | Emirati Arabi Uniti | 0                   | 3                   |                  |                  |  |  |            |            |            |  |  |        |        |        |  |
|  | 1A. Emirati Arabi Uniti (dts) | 1A. Emirati Arabi Uniti (dts) |                     |                     |                     |                     |                  |                  |  |  |            |            |            |  |  |        |        |        |  |
|  | 3C. Kirghizistan              | 3C. Kirghizistan              | 2                   |                     |                     |                     |                  |                  |  |  |            |            |            |  |  |        |        |        |  |
|  | 3C. Kirghizistan              | 3C. Kirghizistan              | 2                   |                     | Emirati Arabi Uniti | Emirati Arabi Uniti | 1                |                  |  |  |            |            |            |  |  |        |        |        |  |
|  |                               |                               |                     |                     | Emirati Arabi Uniti | Emirati Arabi Uniti | 1                |                  |  |  |            |            |            |  |  |        |        |        |  |
|  |                               |                               | Australia           | Australia           | 0                   |                     |                  |                  |  |  |            |            |            |  |  |        |        |        |  |
|  | 2B. Australia (dcr)           | 2B. Australia (dcr)           | Australia           | Australia           | 0                   | 0 (4)               |                  |                  |  |  |            |            |            |  |  |        |        |        |  |
|  | 2B. Australia (dcr)           | 2B. Australia (dcr)           |                     |                     |                     |                     |                  |                  |  |  |            |            |            |  |  |        |        |        |  |
|  | 2F. Uzbekistan                | 2F. Uzbekistan                | 0 (2)               |                     |                     |                     |                  |                  |  |  |            |            |            |  |  |        |        |        |  |

### Risultati

#### Ottavi di finale
| Arbitro: | Faghani |

|                                 |                      |                                                                           |
| Abdel-Rahman 39’                | Marcatori            | 51’ Nguyễn Công Phượng                                                    |
| Abdel-Rahman Faisal Samir Ersan | Tiri di rigore 2 – 4 | Quế Ngọc Hải Đỗ Hùng Dũng Lương Xuân Trường Trần Minh Vương Bùi Tiến Dũng |

| Arbitro: | Abdulla Hassan |

|            |           |                         |
| Jaided 31’ | Marcatori | 67’ Xiao 71’ (rig.) Gao |

| Arbitro: | Ramos |

|                                    |           |  |
| Jahanbakhsh 32’ Dejagah 41’ (rig.) | Marcatori |  |

| Arbitro: | Irmatov |

|              |           |  |
| Tomiyasu 20’ | Marcatori |  |

| Arbitro: | Al-Jassim |

|                                      |                      |                                         |
| Milligan Behich Kruse Giannou Leckie | Tiri di rigore 4 – 2 | Shukorov Tukhtakhodjaev Alibaev Bikmaev |

| Arbitro: | Fu |

|                                                 |           |                            |
| Esmaeel 14’ Ali Mabkhout 64’ Khalil 103’ (rig.) | Marcatori | 26’ Murzaev 90+1’ Rustamov |

| Arbitro: | Sato |

|                                      |           |                |
| Hwang Hee-Chan 43’ Kim Jin-Su 105+2’ | Marcatori | 77’ Al Romaihi |

| Arbitro: | Taqi |

|             |           |  |
| Al-Rawi 62’ | Marcatori |  |

#### Quarti di finale
| Arbitro: | Abdulla Hassan |

|  |           |                 |
|  | Marcatori | 57’ (rig.) Dōan |

| Arbitro: | Al-Jassim |

|  |           |                                        |
|  | Marcatori | 18’ Taremi 31’ Azmoun 90+1’ Ansarifard |

| Arbitro: | Irmatov |

|  |           |           |
|  | Marcatori | 79’ Hatem |

| Arbitro: | Sato |

|              |           |  |
| Mabkhout 68’ | Marcatori |  |

#### Semifinali
| Arbitro: | Beath |

|  |           |                                       |
|  | Marcatori | 56’, 67’ (rig.) Ōsako 90+1’ Haraguchi |

| Arbitro: | Ramos |

|                                             |           |  |
| Khoukhi 22’ Ali 37’ Haidos 80’ Ismail 90+3’ | Marcatori |  |

#### Finale
| Arbitro: | Irmatov |

|              |           |                                       |
| Minamino 69’ | Marcatori | 12’ Ali 27’ Hatem 83’ (rig.) Ak. Afif |

## Classifica marcatori
9 reti
- Almoez Ali

4 reti
- Ali Mabkhout
- Sardar Azmoun
- Yūya Ōsako
- Eldor Shomurodov

3 reti
- Mehdi Taremi
- Vitalij Ljuks

2 reti
- Ahmed Khalil (2 rigori)
- Sunil Chhetri (1 rigore)
- Mohamed Al Romaihi
- Awer Mabil
- Hwang Ui-jo (1 rigore)
- Kim Min-jae
- Yu Dabao

- Wu Lei
- Nguyễn Công Phượng
- Mohanad Ali
- Fahad Al-Muwallad
- Bassam Al-Rawi
- Boualem Khoukhi
- Abdulaziz Hatem

- Genki Haraguchi (1 rigore)
- Ritsu Dōan (1 rigore)
- Muhsen Al-Ghassani
- Hilal El-Helwe
- Ashkan Dejagah (1 rigore)

1 rete
- Khalifa Mubarak
- Khamis Esmaeel
- Jeje Lalpekhlua
- Anirudh Thapa
- Teerasil Dangda
- Chanathip Songkrasin
- Thitipan Puangchan
- Supachai Jaided
- Jamal Rashid (1 rigore)
- Musa Al-Taamari
- Anas Bani Yaseen
- Tareq Khattab
- Baha' Abdel-Rahman
- Jamie Maclaren
- Apostolos Giannou
- Chris Ikonomidis
- Tom Rogić
- Omar Kharbin
- Omar Al Soma (1 rigore)
- Hwang Hee-chan

- Kim Jin-su
- Xiao Zhi
- Gao Lin
- Akhlidin Israilov
- Mirlan Murzaev
- Tursunali Rustamov
- Stephan Schröck
- Saman Ghoddos
- Alireza Jahanbakhsh
- Karim Ansarifard
- Ali Adnan Kadhim
- Alaa Abbas
- Bashar Resan
- Humam Tariq
- Nguyễn Quang Hải
- Quế Ngọc Hải
- Abdelkarim Hassan
- Hamid Ismail
- Hassan Al Haidos
- Akram Afif (1 rigore)

- Salem Al-Dossari
- Mohammed Al-Fatil
- Hattan Bahebri
- Housain Al-Mogahwi
- Felix Michel
- Hassan Maatouk (1 rigore)
- Pak Kwang-Ryong
- Odil Ahmedov
- Javokhir Sidikov
- Jaloliddin Masharipov
- Yoshinori Mutō
- Tsukasa Shiotani
- Takehiro Tomiyasu
- Takumi Minamino
- Ahmed Mubarak Al-Mahaijri
- Mohammed Al-Musalami
- Arslanmyrat Amanow
- Ahmet Ataýew (1 rigore)
- Altymyrat Annadurdyýew

1 autorete
- Ali Fayez (1, pro  Vietnam)
- Pavel Matiash (1, pro  Cina)